# لياندرو رومانيولي
لياندرو رومانيولي (17 مارس 1981 الأرجنتين - ) هو لاعب كرة قدم أرجنتيني، يلعب كلاعب وسط.

## مسيرته الكروية
لعب لياندرو رومانيولي خلال مسيرته الاحترافية مع 3 أندية في ثمانية عشر موسمًا وسجل خلالها 38 هدفًا ضمن 367 مباراة. حيث فاز في موسمين بالكأس وفي موسم واحد بالدوري.
خاض لياندرو رومانيولي مسيرته مع نادي سان لورينزو في موسم 1998–99 في المرة الأولى ليلعب معه سبعة مواسم ثم في موسم 2009–10 ليلعب معه خمسة مواسم، مشاركًا طوالها في 266 مباراة سجل خلالها 29 هدفًا. ثم انتقل إلى نادي تيبورونيس روخوس دي فيراكروز في موسم 2004–05 ولمدة موسمين، حيث شارك في 29 مباراة سجل خلالها هدفًا واحدًا. لينتقل بعدها إلى نادي سبورتينغ لشبونة في موسم 2005–06 ليلعب معه أربعة مواسم، مشاركًا في 72 مباراة سجل خلالها 8 أهداف.

## روابط خارجية
- لياندرو رومانيولي على موقع الاتحاد الدولي (مؤرشف)  (الإنجليزية)
- لياندرو رومانيولي على موقع قاعدة بيانات كرة القدم.إي يو (الإنجليزية)
- لياندرو رومانيولي على موقع ناشيونال فوتبول تيمز (الإنجليزية)
- لياندرو رومانيولي على موقع Soccerway.com (الإنجليزية)
- لياندرو رومانيولي على موقع AS.com (الإسبانية)